# 라파엘 알카이데 크레스핀
라파엘 알카이데 크레스핀(스페인어: Rafael Alcaide Crespín, 1948년 5월 22일, 안달루시아 주 코르도바 ~)는 크리스피(스페인어: Crispi)라는 별칭으로 알려진 스페인의 전직 축구 선수이다.

## 선수 경력
그는 코르도바에서 축구를 시작하여 1967년에서 1971년까지 활약했고, 이후 오비에도, 리나레스와 테네리페를 거쳤다.
또한 1968년 하계 올림픽에서 스페인 선수단 일원으로 참가했었다.

## 감독 경력
크리스피는 감독으로서 활동한 시기가 훨씬 긴데, 감독일을 시작한 이래 코르도바에서 4차례 지휘봉을 잡았다.(1990-1991, 1994-1995, 2000-2001, 2003-2004) 또한 그는 팔렌시아, 마요르카 B, 폰테베드라, 그라나다, 하엔, 엘체, 세우타, 무르시아, 그리고 시우다드 데 무르시아를 지휘했었다.